# Открито първенство на САЩ 2014
Откритото първенство на САЩ е тенис турнир на твърд корт. Това е 134-тото му издание и последно състезание от Големия шлем за годината. Провежда се в Ню Йорк от 25 август до 8 септември 2014 г.
Рафаел Надал защитаваше титлата при мъжете; на 18 август обаче, той обяви, че се отказва от турнира, след като не е успял да се въэстанови от контузията на китката. Серина Уилямс защитава титлата при жените от последните 2 години.

## Излъчване по телевизията
Турнирът е планиран да бъде излъчван в повече от 200 страни в света. В Съединените щати турнира се излъчва на живо по CBS, ESPN и Tennis Channel. CBS ще сложи край на 47-годишния си мандат като „домашното предаване“ на Откритото първенство. През 2015 г., ESPN ще поеме първокласните телевизионни права на USTA.

## Точки и награден фонд

### Точки
| Събитие     | Ш    | Ф    | ПФ  | ЧФ  | 4К  | 3К  | 2К | 1К | К  | К3 | К2 | К1 |
| Сингъл мъже | 2000 | 1200 | 720 | 360 | 180 | 90  | 45 | 10 | 25 | 16 | 8  | 0  |
| Двойки мъже | 2000 | 1200 | 720 | 360 | 180 | 90  | 0  | –  | –  | –  | –  | –  |
| Сингъл жени | 2000 | 1300 | 780 | 430 | 240 | 130 | 70 | 10 | 40 | 30 | 20 | 2  |
| Двойки жени | 2000 | 1300 | 780 | 430 | 240 | 130 | 10 | –  | –  | –  | –  | –  |

### Награден фонд
Общият паричен награден фонд за 2014 на ОП на САЩ е увеличен с 11,7% до рекордните $38 251 760, които потенциално могат да достигнат и над 40 милиона долара, тъй като първите три в класирането на Emirates Airline US Open Series могат да спечелят допълнително до $2 600 000 бонус пари на Откритото първенство на САЩ.
| Събитие         | Ш          | Ф          | ПФ       | ЧФ       | 4К       | 3К       | 2К      | 1К      | К3      | К2    | К1    |
| Сингъл          | $3 000 000 | $1 450 000 | $730 000 | $370 250 | $187 300 | $105 090 | $60 420 | $35 754 | $13 351 | $8781 | $4551 |
| Двойки*         | $520 000   | $250 000   | $124 450 | $62 060  | $32 163  | $20 063  | $13 375 | –       | –       | –     | –     |
| Смесени двойки* | $150 000   | $70 000    | $30 000  | $15 000  | $10 000  | $5000    | –       | –       | –       | –     | –     |

* на отбор

## Събития

### Сингъл мъже
- Марин Чилич побеждава  Кей Нишикори с резултат 6 – 3, 6 – 3, 6 – 3.

### Сингъл жени
- Серина Уилямс побеждава  Каролине Возняцки с резултат 6 – 3, 6 – 3.

### Двойки мъже
- Боб Брайън /  Майк Брайън побеждават  Марсел Гранойерс /  Марк Лопес с резултат 6 – 4, 6 – 3.

### Двойки жени
- Екатерина Макарова /  Елена Веснина побеждават  Мартина Хингис /  Флавия Пенета с резултат 2 – 6, 6 – 3, 6 – 2.

### Смесени двойки
- Саня Мирза /  Бруно Соарес побеждават  Абигейл Спиърс /  Сантяго Гонзалес с резултат 6 – 1, 2 – 6, [11 – 9].